# روبرت هاميلتون (سياسي كندي)
روبرت هاميلتون هو سياسي كندي، ولد في 16 سبتمبر 1842، وتوفي في 27 يناير 1911.